# Atletik under sommer-OL 2020 - 100 meter hækkeløb (damer)
Kvindernes 100 meter hækkeløb ved sommer-OL 2020 i Tokyo blev afholdt på Japans Nationalstadion mellem 31. juli og 2. august.

## Resultater

### Indledende heats
Kvalifikationsregler: De fire første i hvert heat (Q) og de fire hurtigste eller (q) gik videre til semifinalerne.semifinalene.

#### Heat 1
| Placering | Bane | Udøvere          | Nation         | Tid   | Kommentarer |
| --------- | ---- | ---------------- | -------------- | ----- | ----------- |
| 1         | 6    | Andrea Vargas    | Costa Rica     | 12,71 | Q, SB       |
| 2         | 9    | Nadine Visser    | Holland        | 12,72 | Q, SB       |
| 3         | 8    | Gabbi Cunningham | USA            | 12,83 | Q           |
| 4         | 5    | Cindy Sember     | Storbritannien | 13,00 | Q           |
| 5         | 3    | Jiamin Chen      | Kina           | 13,09 |             |
| 6         | 4    | Reetta Hurske    | Finland        | 13,10 |             |
| 7         | 2    | Ayako Kimura     | Japan          | 13,25 |             |
| 8         | 7    | Ricarda Lobe     | Tyskland       | 13,43 |             |

#### Heat 2
| Placering | Bane | Udøver            | Nation       | Tid   | Kommentarer |
| --------- | ---- | ----------------- | ------------ | ----- | ----------- |
| 1         | 6    | Kendra Harrison   | USA          | 12,74 | Q           |
| 2         | 3    | Liz Clay          | Australien   | 12,87 | Q           |
| 3         | 2    | Luminosa Bogliolo | Italien      | 12,93 | Q           |
| 4         | 4    | Elvira Herman     | Hviderusland | 12,95 | Q           |
| 5         | 7    | Mulern Jean       | Haiti        | 12,99 | q, SB       |
| 6         | 9    | Ebony Morrison    | Liberia      | 13,00 | q           |
| 7         | 8    | Sarah Lavin       | Irland       | 13,16 |             |
| 8         | 5    | Laura Valette     | Frankrig     | 14,52 |             |

#### Heat 3
| Placering | Bane | Udøvere            | Nation       | Tid   | Kommentarer |
| --------- | ---- | ------------------ | ------------ | ----- | ----------- |
| 1         | 4    | Tobi Amusan        | Nigeria      | 12,72 | Q           |
| 2         | 8    | Yanique Thompson   | Jamaica      | 12,74 | Q           |
| 3         | 6    | Pia Skrzyszowska   | Polen        | 12,75 | Q, PB       |
| 4         | 9    | Devynne Charlton   | Bahamas      | 12,84 | Q           |
| 5         | 7    | Annimari Korte     | Finland      | 13,06 |             |
| 6         | 3    | Marthe Koala       | Burkina Faso | 13,11 |             |
| 7         | 2    | Masumi Aoki        | Japan        | 13,59 |             |
| —         | 5    | Elisavet Pesiridou | Grækenland   | —     | DNF         |

#### Heat 4
| Placering | Bane | Udøvere                | Nation    | Tid   | Kommentarer |
| --------- | ---- | ---------------------- | --------- | ----- | ----------- |
| 1         | 9    | Britany Anderson       | Jamaica   | 12,67 | Q           |
| 2         | 3    | Christina Clemons      | USA       | 12,91 | Q           |
| 3         | 4    | Luca Kozak             | Ungarn    | 12,97 | Q           |
| 4         | 7    | Pedrya Seymour         | Bahamas   | 13,04 | Q           |
| 5         | 5    | Elisa Maria di Lazzaro | Italien   | 13,08 |             |
| 6         | 2    | Teresa Errandonea      | Spanien   | 13,15 |             |
| 7         | 8    | Ketiley Batista        | Brasilien | 13,40 |             |
| —         | 6    | Cyrena Samba-Mayela    | Frankrig  | —     | DNS         |

#### Heat 5
| Plassering | Bane | Utøver                   | Nasjon         | Tid   | Kommentarer |
| ---------- | ---- | ------------------------ | -------------- | ----- | ----------- |
| 1          | 2    | Jasmine Camacho-Quinn    | Puerto Rico    | 12,41 | Q           |
| 2          | 5    | Megan Tapper             | Jamaica        | 12,53 | Q, PB       |
| 3          | 8    | Anne Zagre               | Belgien        | 12,83 | Q, SB       |
| 4          | 6    | Tiffany Porter           | Storbritannien | 12,85 | Q           |
| 5          | 4    | Asuka Terada             | Japan          | 12,95 | q           |
| 6          | 3    | Klaudia Siciarz          | Polen          | 12,98 | q           |
| 7          | 9    | Zoe Sedney               | Holland        | 13,03 |             |
| 8          | 7    | Ditaji Kambundji         | Schweiz        | 13,17 |             |
| 9          | 1    | Ana Camila Pirelli Cubas | Paraguay       | 13,98 | SB          |

### Semifinaler
Kvalifikationsregler: De to første i hvert heat (Q) og de to hurtigste ellers (q) gik videre til finalen.finalen.

#### Semifinale 1
| Placering | Bane | Udøvere           | Nation     | Tid   | Kommentarer |
| --------- | ---- | ----------------- | ---------- | ----- | ----------- |
| 1         | 5    | Tobi Amusan       | Nigeria    | 12,62 | Q           |
| 2         | 8    | Devynne Charlton  | Bahamas    | 12,66 | Q           |
| 3         | 4    | Andrea Vargas     | Costa Rica | 12,69 | SB          |
| 4         | 7    | Christina Clemons | USA        | 12,76 |             |
| 5         | 2    | Klaudia Siciarz   | Polen      | 12,84 | SB          |
| 6         | 3    | Asuka Terada      | Japan      | 13,06 |             |
|           | 9    | Luca Kozak        | Ungarn     |       | DNF         |
|           | 6    | Yanique Thompson  | Jamaica    |       | DNF         |

#### Semifinale 2
| Placering | Bane | Udøvere           | Nation         | Tid   | Kommentarer |
| --------- | ---- | ----------------- | -------------- | ----- | ----------- |
| 1         | 4    | Britany Anderson  | Jamaica        | 12,40 | Q, PB       |
| 2         | 7    | Kendra Harrison   | USA            | 12,51 | Q           |
| 3         | 6    | Liz Clay          | Australien     | 12,71 | PB          |
| 4         | 8    | Luminosa Bogliolo | Italien        | 12,75 | NR          |
| 5         | 9    | Tiffany Porter    | Storbritannien | 12,86 |             |
| 6         | 5    | Pia Skrzyszowska  | Polen          | 12,89 |             |
| 7         | 2    | Mulern Jean       | Haiti          | 13,09 | (0.088)     |
| 8         | 3    | Pedrya Seymour    | Bahamas        | 13.09 | (0.090)     |

#### Semifinale 3
| Placering | Bane | Udøvere               | Nation         | Tid   | Kommentarer |
| --------- | ---- | --------------------- | -------------- | ----- | ----------- |
| 1         | 7    | Jasmine Camacho-Quinn | Puerto Rico    | 12,26 | Q, OR, NR   |
| 2         | 4    | Megan Tapper          | Jamaica        | 12,62 | Q           |
| 3         | 6    | Nadine Visser         | Holland        | 12,63 | Q, SB       |
| 4         | 8    | Gabbi Cunningham      | USA            | 12,67 | q           |
| 5         | 9    | Elvira Herman         | Hviderusland   | 12,71 |             |
| 6         | 2    | Ebony Morrison        | Liberia        | 12,74 | NR          |
| 7         | 3    | Cindy Sember          | Storbritannien | 12,76 |             |
| 8         | 5    | Anne Zagre            | Belgien        | 12,78 | SB          |

### Finale
Resultatene er som følger:
| Placering                        | Bane | Udøver                | Nation      | Reaksjon | Tid   | Kommentarer |
| -------------------------------- | ---- | --------------------- | ----------- | -------- | ----- | ----------- |
| 1                                | 5    | Jasmine Camacho-Quinn | Puerto Rico | 0,149    | 12,37 |             |
| 2. plads, sølvmedaljemodtager(e) | 4    | Kendra Harrison       | USA         | 0,158    | 12,52 |             |
| 3                                | 9    | Megan Tapper          | Jamaica     | 0,166    | 12,55 |             |
| 4                                | 6    | Tobi Amusan           | Nigeria     | 0,161    | 12,60 |             |
| 5                                | 3    | Nadine Visser         | Holland     | 0,152    | 12,73 |             |
| 6                                | 8    | Devynne Charlton      | Bahamas     | 0,144    | 12,74 |             |
| 7                                | 2    | Gabbi Cunningham      | USA         | 0,172    | 13,01 |             |
| 8                                | 7    | Britany Anderson      | Jamaica     | 0,164    | 13,24 |             |